# Die Okarina
Die Okarina ist ein auf hoher See spielendes deutsches Stummfilmdrama und Drei-Personen-Stück. Unter der Regie von Uwe Jens Krafft spielten Charlotte Böcklin und Conrad Veidt die Hauptrollen.

## Handlung
Der holländische Kapitän Jan Svarrer hat eine Frau, die ihn einerseits über alles liebt, andererseits sich vor Eifersucht verzehrt und glaubt, dass überall auf ihn Versuchungen lauern. Andere Kapitänsfrauen, die mit ihr ihren Geburtstag feiern wollen, verschlimmern ihre Befürchtungen noch. Da steht plötzlich ihr Gatte vor der Tür. Eigentlich müsste sich Frau Svarrer darüber freuen, doch der Stachel der Ungewissheit sitzt derart tief in ihr, dass sie beschließt, bei Jans nächster Fahrt ihre Tochter Regine (laut anderer Version: Antje) als Aufpasserin mitzuschicken. So geschieht es auch, und Regine begleitet bei der nächsten großen Fahrt den Vater, um nach der Rückkehr der Mutter über alles Auskunft geben zu können. Regine lernt auf dem Segelschiff den wahren Charakter des Vaters kennen. Er selbst leidet am meisten darunter, von seiner Frau so lange getrennt und an Land so vielen Versuchungen ausgesetzt zu sein. Als im nächsten Hafen angelandet wird, möchte Jaap, der Koch, auch an Land gehen, doch der Käpt’n verbietet es ihm streng. Um den Koch ruhig zu stellen, kommt Regine auf die Idee, ihm eine Pulle Rum zukommen zu lassen, damit er sein Unglück, an Bord bleiben zu müssen, besser betäuben könne.
Derweil gehen Regine und Vater an Land. Tatsächlich muss Regine darauf achten, dass die Verlockungen der Hafenmeile den Vater nicht auf sündige und exzessive Gedanken kommen lassen. Die Anwesenheit seiner jungen Tochter disziplinieren den alten Seebären, und er entschließt sich, der Stimme der Vernunft zu gehorchen und an Bord zurückzukehren. Doch als er Regine schlafend in ihrer Kajüte glaubt, geht er an Land zurück, um dort der Sünde eine Chance zu geben. Diese Gelegenheit lässt wiederum der Koch nicht ungenutzt, und in der Abwesenheit des schützenden Vaters fällt er über Regine her. Auch als man sich wieder auf hoher See befindet, drangsaliert Jaap fortan das Mädchen, wann und wo immer er kann. Als sich bei der Anlandung im letzten Hafen diese Reise dem Ende nähert, erreicht Kapitän Svarrer ein Telegramm, dass er nicht heimkehren, sondern für eine neue Fahrt wieder in See stechen solle. Svarrer tobt, er wollte zurück zu Heim und Herd. Stattdessen wird die Tochter an Land gebracht, von wo sie allein heimkehren soll.
Der Schänder Jaap hat längst seinen Missbrauch Regines vergessen, doch in ihr wächst die Frucht seiner Vergewaltigung. Regine wird seitdem von Alpträumen heimgesucht, ihr Erlebnis mit dem brutalen Koch hat tiefe seelische Wunden in ihr hinterlassen. Panik macht sich breit, wenn sie daran denkt, dass bald jeder ihre Schwangerschaft sehen wird. Die Mutter hat kein Gespür für das, was Regine umtreibt. Sie löchert ihre Tochter lediglich immer wieder mit der Frage, ob der Vater auch treu gewesen sei. Nur Marikke, Regines Schwester, spürt instinktiv, dass mit ihr etwas nicht stimmt. Als ein gewisser Herr Cobus um die Hand Regines anhält, willigt sie ein, in der Hoffnung, darin einen Ausweg aus ihrem Dilemma zu finden. Eine fürchterliche Nachricht erreicht schließlich das traute Heim: Der Vater ist mit seinem Schiff untergegangen, es gibt keine Überlebenden. Nur Regine ahnt, was wirklich geschehen ist. Der Vater hatte ihr einst geschworen, den Segler auf Grund zu setzen, sollte er seiner Gattin untreu werden. Regine entscheidet sich dafür, der Mutter nichts von seiner Fremdgeherei zu sagen und ihr die Illusion von ihrem Mann als treusorgenden Gatten zu wahren. Stattdessen schreibt Regine in einem Abschiedsbrief, dass der Käpt’n von der Gewalttat des Kochs gegen sie erfahren hatte und daraufhin sich, Jaap und das Schiff versenkte, um diese Schmach zu tilgen. Dann springt sie aus dem Fenster in den Tod.

## Produktionsnotizen
Die Okarina besaß sechs Akte und war bei seiner Uraufführung 1919 1691 Meter lang. Bei der Neuzensurierung am 29. April 1921 lag die Länge bei 1829 Metern. Ein Jugendverbot wurde ausgesprochen. Der Film wurde am 8. August 1919 in Berlins Kant-Lichtspielen erstmals gezeigt.
Bobby E. Lüthge schrieb für diese Produktion sein erstes Drehbuch. Der Film gilt als verschollen.
Die Okarina ist eine Flötenart.

## Kritiken
„Holländisches Seemanns-Motiv mit Erotik erfüllt und glänzend dargestellt, wird es jedem Schlager Konkurrenz machen. Charlotten Bücklin und Conrad Veidt geben außerordentliche schauspielerische Leistungen. (…) Starke sinnliche Affekte und leidende Momente wechseln im raschen Geschehen ab, einen starken Eindruck hinterlassend.“

Der Film-Kurier vom 10. August 1919 lobte in seiner Kritik die gelungene Umsetzung der literarischen Vorlage, die dazu geeignet sei, auch den nicht allzu bekannten Roman von Karin Michaelis lesen zu wollen. Sowohl der gebildete Leser als auch der schlichte Kinogänger werde, so der Film-Kurier weiter, aus diesem Grunde viel Freude an diesem logisch aufgebauten und die psychologischen Komponenten des Stoffes nicht vernachlässigenden Film haben. Besonders herausgestellt wurden die darstellerischen Leistungen der drei Hauptdarsteller, wobei die Conrad Veidts „dämonischer“ Natur sei. Abschließend heißt es dort: „Alles in allem, ein großer Erfolg“.